# Altgrad Auto
Altgrad Auto SRL este o companie românească specializată pe importul și distribuirea pieselor auto originale marca Ford.

## Istoric
Altgrad Auto a fost înființată în anul 1992 cu sediul  în București, România.
Numele inițial al companiei a fost Serd Prod Com Int SRL. În anul 2008 numele companiei a fost rebrenduit în numele de AltgradAuto.
Altgrad Auto este deținută de Radu Sorin care a fost asociat în compania Serd iar acum este CEO al firmei Altgrad Auto.
În 2009, Altgrad Auto Service a fost lansat inițial ca service multibrand. Din anul 2016, service-ul a devenit exclusiv pentru marca Ford, incluzând mecanici specializați Ford și echipament, scule speciale pentru reparația și întreținerea mărcii Ford.
În 2010, Altgrad Auto a deshis magazine online pentru vânzare de piese auto. In 2016, magazinul online s-a concentrat numai pe marca Ford.
Din anul 2014 Altgrad Auto este implicat în rețeaua Ford Partner Club, club exclusivist în vânzarea de piese originale Ford aprobat de Ford România și dealerii locali Ford.

## Produse și servicii
Altgrad Auto comercializează în România piese auto Ford. Firma este una din cele mai mari e-retailer de piese originale Ford în România prin platforma sa online dedicată cu livrare în toată țara.